# Чжо Ла Аун
Чжо Ла Аун (англ. Kyaw Hla Aung; 16 августа 1940, Ситуэ, Британская Бирма — 1 августа 2021) — адвокат и правозащитник из Мьянмы. Известен борьбой за права мусульманского народа рохинджа. Лауреат премии «Аврора» за пробуждение гуманизма 2018 года. В 2019 журнал Fortune включил Чжо Ла Ауна в список 50 мировых лидеров, поставив на 28-ю позицию.

## Биография
В 1960 году Чжо Ла Аун начал работать стенографистом в государственном суде города Ситуэ. На тот момент представители рохинджа занимали высокие должности в госуправлении, армии и полиции. Но уже в 1970-е официальные власти Мьянмы, поддерживающие распространённый в стране буддизм, начали проводить дискриминационную политику по отношению к рохинджа, исповедующим ислам: отказывать в продвижении по службе, получении гражданства и, как следствие, в праве на получение образования, получение медицинской помощи, свободу перемещения и т. д. В 1978 году правительство У Не Вина провело военную операцию Нагамин по вытеснению в Бангладеш 200 тысяч рохинджа. В 1982 году Мьянма приняла новый «Закон о гражданстве», лишавший рохинджа статуса граждан.
В 1982 году Чжо Ла Аун решил получить статус адвоката, чтобы защищать свой народ в судах, и закончил обучение с отличием. В 1986 году Чжо Ла Аун выступил на защиту мусульманских фермеров, у которых после принятия закона решили конфисковать земли. Якобы власти хотели конфисковать сельскохозяйственные земли для строительства университетских зданий. Как юрист он составил и подал подал апелляцию, протестуя против незаконности отъёма земли. В ответ на это он сам был арестован и получил два года тюрьмы. По воспоминаниям Чжо Ла Ауна, его еда состояла из гниющих варёных овощей во влажной и темной камере. За два года он явился примерно на 100 заседаний, где сам себя защищал. Чжо Ла Аун был в конечном итоге освобождён в 1988 году.
В 1989 году при поддержке своих друзей и коллег он основал Национально-демократическую партию прав человека, призванную бороться за равные права для рохинджа. Его политическая борьба была неприятна властям, и его арестовали. В апреле 1990 года после часового судебного разбирательства и показаний одного свидетеля Чжо Ла Ауну был приговорён к 14 годам тюремного заключения. После четырёх лет в камере тюремные власти разрешили Чжо Ла Ауну отбыть остаток своего срока в отдельной комнате в тюремной больнице вместе с 14 другими политическими заключенными. Он был выпущен в 1997 году.
В 2012 году в штате Ракхайн начались антимусульманские волнения, дом и библиотека Чжо Ла Ауна были разрушены буддистами-араканцами. Он сам был взят под стражу и задержан на два месяца. Год спустя его арестовали в четвёртый раз и продержали 15 месяцев, пока тогдашний президент Тейн Сейн не объявил ему амнистию. Всего за период с 1986 по 2014 он провёл в заключении более 12 лет. По этой же причине он не смог присутствовать на похоронах собственной дочери.
В 2010-е мусульмане в Ситуэ были сильно ограничены в правах. Многие живут в лагерях для внутренне перемещенных лиц, многие бежали из страны. И несмотря на активное преследование рохинджа со стороны правительства Чжо Ла Аун продолжает заниматься улучшением доступа к образованию для рохинджа.
В 2018 году Чжо Ла Аун стал лауреатом премии «Аврора» за пробуждение гуманизма. Он получил 100 тысяч долларов на свою деятельность и возможность определить три организации, которые получат ещё 1 миллион долларов на свою работу. Чжо Ла Аун выбрал британское отделение «Врачей без границ», MERCY Malaysia и Международную католическую миграционную комиссию.